# The Garden of Words
The Garden of Words (jap. 言の葉の庭, Kotonoha no Niwa, dt. „Garten der Blätter aus Wörtern“) ist ein Anime-Film des japanischen Regisseurs Makoto Shinkai, der am 28. April 2013 auf dem Gold Coast Film Festival in Australien seine Premiere feierte und am 31. Mai 2013 in den japanischen Kinos anlief. 2014 erschien der Film auf Deutsch. Die Geschichte erzählt von einem Oberschüler, der Schuhmacher werden will, und beim Schulschwänzen im Park regelmäßig auf eine junge Frau trifft.

## Handlung
Der 15-jährige Takao Akizuki lebt zusammen mit seiner Mutter, die in einem wechselhaften Verhältnis zu ihrem Freund lebt, und seinem älteren Bruder Shōta, der bald zu seiner Freundin ausziehen wird. Takaos größter Traum ist es, Schuhmacher zu werden, und er probiert sich in seiner Freizeit bereits daran aus, Schuhe zu entwerfen und herzustellen. An regnerischen Morgen weicht er vom Weg zur Schule ab und geht in den Shinjuku Gyoen, wo er sich in den immer gleichen Pavillon setzt und zeichnet. Dort trifft er immer öfter eine attraktive Frau, Yukari Yukino, die Bier trinkt und Schokolade isst. Zunächst sprechen sie nicht miteinander, doch als der Regen aufhört, entscheidet sich Yukari dazu, ihn mit einem Waka zu verabschieden. Sie sprechen immer häufiger und mehr miteinander und lernen einander näher kennen. Sie ist die erste, der Takao von seinem Berufswunsch erzählt. Yukari interessiert sich immer mehr für die Schuhskizzen von Takao und so entschließt dieser, ein Paar Schuhe für Yukino herzustellen. Er misst ihre Füße und Yukino beginnt zu erkennen, dass sie endlich wieder auf ihren eigenen Füßen stehen muss. Die Regenzeit nähert sich ihrem Ende und beide meinen, sie sollten in ihr normales Leben zurückkehren. In ihren Gedanken wünschen sie sich jedoch sehnlichst, die Regenzeit würde nie enden, damit sie ihre Treffen fortführen könnten.
Da er nun ohne Ausrede ist und sich auf die Prüfungen vorbereiten muss, geht Takao wieder zuverlässig zur Schule. Dort trifft er eines Tages überraschend auf Yukino. Sie ist Lehrerin für japanische Literatur, kam aber lange nicht auf Arbeit. Einer der Schüler soll sich in sie verliebt haben und dessen Freundin hat daher die Klasse zum Mobbing gegen die junge Frau angestachelt, die danach zuhause blieb, durch den Stress körperliche Probleme bekam und ihre Beziehung mit ihrem Freund zerbrach. Nun will sie ihre Arbeit aber fortsetzen. Takao erfährt von seinen Mitschülern von dem Mobbing und fängt eine Prügelei mit dem Mädchen und dessen Mitschülern an. Bald treffen sich Yukino und Takao wieder im Regen im Park. Da sie völlig durchnässt sind, wärmen sie sich bei Yukino auf. Sie bemerken beide, wie sie die gemeinsame Zeit schätzen, und Takao gesteht ihr, sich in sie verliebt zu haben. Yukino ist geschmeichelt, aber erinnert ihn daran, dass sie eine Lehrerin ist. Der Junge läuft davon und ruft ihr im Treppenhaus zu, dass er sie eigentlich hasst, da sie so wenig über sich erzählt, ihn aber ausgehorcht habe, und ihn für seine hoffnungslosen Ambitionen nicht zurechtweise. Yukino gesteht ihm, dass es Takao war, wegen dem sie wieder die Kraft gefunden hat, ihre Arbeit aufzunehmen. Doch bald werde sie in ihre Heimat ziehen. So trennen sich die Wege der beiden. Sie schreiben noch einander und Takao verfolgt weiter seinen Traum und fertigt Yukino auch ein Paar Schuhe an.

## Veröffentlichungen
Der Film entstand beim Studio CoMix Wave Films. Makoto Shinkai schrieb das Drehbuch und führte Regie. Das Charakterdesign entwarf Kenichi Tsuchiya und die künstlerische Leitung lag bei Hiroshi Takiguchi. Die Tonarbeiten wurden geleitet von Haru Yamada, als Produzent fungierte Noritaka Kawaguchi. Die Musik komponierte Daisuke Kashiwa und das Abspannlied ist Rain von Motohiro Hata.
The Garden of Words wurde erstmals am 28. April 2013 auf dem Gold Coast Film Festival in Australien gezeigt. Die reguläre Kinoauswertung erfolgte ab dem 31. Mai 2013 in Japan. Zusammen mit dem Hauptfilm wurde ein 7-minütiger Kurzfilm namens Dareka no Manazashi (だれかのまなざし) vorgeführt. Für alle deutschsprachigen Länder erwarb VIZ Media Switzerland die Rechte. Am 31. März 2014 erschien The Garden of Words hierzulande über das Anime-Label Kazé Deutschland auf DVD und Blu-ray. In Nordamerika wird der Film von Sentai Filmworks veröffentlicht. Die englische Fassung wurde außerdem in Barbados, Trinidad und Tobago und den Marschall-Inseln im Fernsehen gezeigt. Eine französische Fassung wurde von Kazé veröffentlicht und eine italienische von Dynit und Nexo Digital. Auf Spanisch und Portugiesisch wurde der Film auf diversen Sendern in Lateinamerika und in Spanien gezeigt sowie auf Arabisch in Ägypten und Katar. Außerdem wurde der Anime ins Russische und Chinesische übersetzt.

### Synchronisation
Für die deutsche Sprachfassung war das Synchronstudio VSI Berlin verantwortlich. Das deutsche Dialogbuch schrieb Frank Preissler, der ebenfalls die Synchronregie führte.
| Rolle                                      | Japanischer Sprecher (Seiyū)         | Deutscher Sprecher                        |
| ------------------------------------------ | ------------------------------------ | ----------------------------------------- |
| Takao Akizuki (秋月 孝雄, Akizuki Takao)   | Miyu Irino, Wataru Sekine (als Kind) | Ricardo Richter, Sarah Tkotsch (als Kind) |
| Yukari Yukino (雪野 百香里, Yukino Yukari) | Kana Hanazawa                        | Rubina Nath                               |
| Takaos Mutter (タカオの母, Takao no Haha)  | Fumi Hirano                          | Dana Friedrich                            |
| Shouta Akizuki (秋月 翔太, Akizuki Shōta)  | Takeshi Maeda                        | Jan Makino                                |
| Shoutas Freundin (寺本 梨花)               | Yuka Terasaki                        | Julia Stoepel                             |
| Matsumoto (松本, Matsumoto)                | Suguru Inoue                         | Amadeus Strobl                            |
| Satou (佐藤, Satō)                         | Megumi Han                           | Sarah Tkotsch                             |
| Aizawa (相沢, Aizawa)                      | Mikako Komatsu                       | Inken Baxmeier                            |
| Itou (伊藤, Itou)                          | Takanori Hoshino                     | Jaron Löwenberg                           |

## Adaptionen
In Kōdanshas Manga-Magazin Afternoon erschien von Ausgabe 6/2013 (25. April 2013) bis 12/2013 (25. Oktober 2013) eine Manga-Adaption gezeichnet von Midori Motohashi. Die Kapitel wurden zudem in einem Sammelband (Tankōbon) zusammengefasst, der am 22. November 2013 (ISBN 978-4-06-387941-4) veröffentlicht wurde. Diese wurde in den USA von Vertical veröffentlicht, in Frankreich von Kazé und in Italien von Edizioni Star Comics. Eine spanische Fassung erschien bei Editorial Ivréa in Argentinien, bei Kamite Comics in Mexiko und bei Milky Way Ediciones in Spanien. Auf Russisch wurde der Manga von Istari Comics veröffentlicht, auf Portugiesisch von NewPOP in Brasilien und auf Chinesisch von Tong Li Publishing.
Makoto Shinkai veröffentlichte in Media Factorys Literaturmagazin Da Vinci von Ausgabe 9/2013 (6. August 2013) bis April 2014 einen Fortsetzungsroman, wobei in der vorangegangenen Ausgabe bereits ein Entwurf veröffentlicht wurde. Im April 2014 erschien eine Sammelausgabe. Die Kapitel im Magazin enthielten Szenen, die im Film nicht vorkommen, und in der Sammelausgabe kamen weitere neue Szenen hinzu. 2020 erschien der Roman auf Englisch bei Yen Press.
Im Oktober 2019 wurde eine Bühnen-Adaption des Films angekündigt, die Whole Hog Theatre in London vorführen wollte. Das Projekt wurde 2020 wegen der COVID-19-Pandemie abgebrochen und auf unbestimmte Zeit verschoben. Im Mai 2023 wurde schließlich die Wiederaufnahme des Projekts angekündigt. Die Vorführungen starteten am 10. August in London und sollen am 9. November in Tokio beginnen. Bei dem Stück mit einer Länge von 1 Stunde und 45 Minuten führt Alexandra Rutter Regie, das Skript schrieb Susan Momoko Hingley.

## Rezeption
Im Jahr 2013 wurde The Garden of Words mit dem Kobe Theatrical Film Award ausgezeichnet und erhielt – zusammen mit Berserk: The Golden Age Arc – beim Fantasia Festival in Montreal den Satoshi Kon Award für die Beste Animation sowie zusätzlich den Publikumspreis für den Besten Animationsfilm. Beim Trickfilmfestival Stuttgart 2014 erhielt der Film den Preis für den besten Animationsfilm (AniMovie) und bei den Japan Expo Awards wurde er mit dem Preis für das Beste Drehbuch ausgezeichnet.
Auch wenn The Garden of Words kürzer als die anderen Filme Makoto Shinkais sei, sollten sich dessen Fans dieses Werk nicht entgehen lassen, so die AnimaniA. Shinkai greife sein bekanntes Thema einer Liebe mit unüberwindbaren Barrieren erneut auf, sodass das Werk wieder melancholisch werde. Jedoch nicht ganz so schwermütig, denn beide Hauptcharaktere wachsen an der Beziehung zueinander. Erzählt werde die Geschichte in atemberaubend schön animierten Bildern und auch die deutsche Synchronisation könne in jeder Hinsicht überzeugen.